# Jens Lekman
Jens Lekman, né le 6 février 1981 à Göteborg, est un auteur-compositeur-interprète suédois.

## Biographie
Jens Lekman suit des études de linguistique à l'université, puis tient divers emplois à l'aube de sa carrière musicale, qu'il débute en réalisant une série de EPs artisanaux sur CD-R, vendus à quelques centaines d'exemplaires sur Internet. Il commence à se produire sur scène tandis que ses premiers disques officiels sont édités en Suède par Service Records. En janvier 2004, Lekman signe un contrat avec le label indépendant Secretly Canadian, auquel il a fait parvenir des maquettes. Le label américain édite ses disques sur le marché international,.
Son premier album, intitulé When I Said I Wanted to Be Your Dog, sort en avril 2004 sur Service Records. Le disque regroupe douze titres enregistrés et produits par Lekman au cours des quatre années précédentes et se classe dans les dix meilleures ventes d'album en Suède à la mi-2004. Il est édité par Secretly Canadian en septembre. En février 2005, Jens Lekman effectue sa première tournée aux États-Unis, en mai il donne des concerts en Australie. La compilation Oh You're So Silent Jens est commercialisée sur le marché suédois en juin, et dans le reste du monde en novembre. Le disque est constitué de morceaux réalisés sur son premier single et les EP Maple Leaves, Rocky Dennis et Julie, ainsi que de morceaux inédits. À la fin de l'année 2005, il annonce sur son site qu'il interrompt sa carrière musicale. L'année suivante, il recommence à composer et à tourner et donne notamment ses premiers concerts au Japon et en Nouvelle-Zélande.
Night Falls Over Kortedala, sur lequel figurent Frida Hyvönen et Sarah Assbring (El Perro del Mar), sort à la fin de l'année 2007 et figure en tête du classement des ventes d'albums en Suède durant une semaine. Aux États-Unis, il accède à la 192e place du Billboard 200 et à la 24e place du classement indépendant,. À sa sortie, le magazine musical américain Pitchfork accorde à l'album la note de 9/10. En fin d'année le disque se classe 23e dans la liste des meilleurs albums de l'année établie par 577 critiques sondés par l'hebdomadaire Village Voice, il figure également dans la liste établie par le New York Times.
En janvier 2008 Jens Lekman quitte Kortedala, une banlieue de Göteborg où il était établi depuis le début des années 2000, et qui a donné son nom à son second album, pour s'installer à Melbourne en Australie. Il entame une tournée mondiale qui doit passer par l'Europe, et se terminer en avril aux États-Unis.

## Style musical

### Influences et sampling
La presse compare fréquemment sa musique et ses paroles à celles de Stephin Merritt, Jonathan Richman, ou encore Morrissey. Ayant souvent recours au sampling, Jens Lekman reconnaît l'influence du collectif australien The Avalanches, dont l'album Since I Left You, paru en 2000, est constitué de milliers d'échantillons. Des extraits de I've Got Something on my Mind et Walk Away Renée, du groupe américain des années 1960 The Left Banke, figurent sur les morceaux Black Cab et Maple Leaves. Sur ce dernier figure aussi un sample de By the Time I Get to Phoenix dans la version de Glenn Campbell. Jens Lekman a également tiré des extraits sonores des disques de Beat Happening ou encore des Television Personalities. Sur l'album Kortedala il utilise les disques les plus divers, comme ceux du duo expérimental Renaldo and the Loaf et du producteur Enoch Light. Il déclare au sujet de l'échantillonnage : « J'achète des disques d'occasion chaque semaine, j'aime mélanger des sonorités qui n'auraient jamais dû être juxtaposées. » (« I buy records every week at a church downtown. I love putting two sounds together that were never meant to meet. »)

### Reprises
Jens Lekman a repris notamment Someone to Share My Life With des Television Personalities, sur le EP Maple Leaves, et Tammy, titre qui fut popularisé par l'actrice Debbie Reynolds, sur le EP You Deserve Someone Better Than a Bum Like Me. En concert, il interprète souvent le morceau Paris du compositeur avant-gardiste Moondog,, ainsi que A Little Lost d'Arthur Russell, dont il a découvert la musique alors qu'il était étudiant. Il est à l'origine d'un EP rendant hommage au compositeur New Yorkais, mort en 1992, auquel ont également participé Victoria Bergsman, Vera November (Verity Susman du groupe Electrelane) et Joel Gibb du groupe canadien The Hidden Cameras. Le disque Four Songs by Arthur Russell sort fin 2007 sur le label Rough Trade,. Jens Lekman écrit et chante en anglais, il déclare avoir essayé d'interpréter des chansons dans sa langue natale, mais le résultat lui semble trop artificiel. Sur You Deserve Someone Better…, il chante en italien La strada nel bosco, du compositeur napolitain Cesare Andrea Bixio.

## Discographie

### Albums studio
- 2004 - When I Said I Wanted to Be Your Dog (Secretly Canadian)
- 2007 - Night Falls Over Kortedala (Secretly Canadian)
- 2012 - I Know What Love Isn't (Secretly Canadian)
- 2017 - Life Will See You Now (Secretly Canadian)
- 2025 - Songs for Other People’s Weddings (Secretly Canadian)

### Compilations
- 2005 - Oh You're So Silent Jens (Secretly Canadian)
- 2022 - The Linden Trees Are Still in Blossom (Version remaniée de l'album Night Falls Over Kortedala + 6 titres bonus) (Secretly Canadian)
- 2022 - The Cherry Trees Are Still in Blossom (Version remaniée de l'album Oh You're So Silent Jens + 7 titres bonus) (Secretly Canadian)